# Andrea Ufer
Andrea Ufer (* 1963 in Dortmund) ist eine deutsche Filmproduzentin und Regisseurin.

## Leben
Von 1982 bis 1987 studierte sie Medienwissenschaft und Politik. Nach einer Zeit beim RIAS war sie bis zur Gründung von Hanfgarn & Ufer Filmproduktion (H&U) freischaffend.
Sie erhielt 2016 den Grimme-Preis 2016 im Bereich Fiktion/Spezial als Produzentin des Films Patong Girl (gemeinsam mit Gunter Hanfgarn). Die H&U-Produktion Wie Holocaust ins Fernsehen kam war 2020 Grimme-Preis-Träger im Bereich Information & Kultur für die Regie. Der Dokumentarfilm Der Jungfrauenwahn wurde 2016 mit dem Bayerischen Fernsehpreis für Buch und Regie bedacht.
Andrea Ufer ist Mitglied der Deutschen Filmakademie.

## Filmografie (Auswahl)

### Produktion
- Sportsfreund Lötzsch, 2007, Regie Sascha Hilpert und Sandra Prechtel
- 2008: Stolperstein
- Gangsterläufer, 2011, Regie Christian Stahl
- Carne de Perro, 2012, Regie Fernando Guzzoni
- Mother´s Day, 2012, Regie Bin Chuen Choi
- Die Arier, 2013, Regie Mo Asumang
- Der Banker: Master of the Universe, 2013, Regie Marc Bauder
- No Land’s Song, 2014, Regie Ayat Najafi
- Patong Girl, 2014, Regie Susanna Salonen, Grimme-Preis 2016
- Der Jungfrauenwahn, 2015, Regie Güner Yasemin Balcı
- Wie Holocaust ins Fernsehen kam, 2019, Alice Agneskirchner, Grimme-Preis 2020
- Endlich Tacheles, 2020, Regie Jana Matthes, Andrea Schramm
- Bundestag, 2020, Regie Hendrik Reichel
- Rivale, 2020, Regie Marcus Lenz
- Wikipedia – die Schwarmoffensive, 2021, Regie Maria Teresa Curzio
- Wer wir waren, 2021, Regie Marc Bauder
- The Strait Guys, 2022, Regie Rick Minnich
- Johnny & Me, 2023, Regie Katrin Rothe
- Be Water – Voices from Hong Kong, 2023 Regie Lia Erbal
- Ein Traum von Revolution, 2024, Regie Petra Hoffmann
- KI: Maschinenträume im Film, 2024, Regie Mario Sixtus
- Luisa, 2025 Regie Julia Roesler
- Friendly Fire, 2025 Regie Klaus Fried
- Der Palmer Komplex, 2025 Regie Frank Marten Pfeiffer

### Regie
- 2007: Meine Welt (Fernsehserie, 1 Folge)